# 李察·艾希克羅
李察·保羅·艾希克羅（英語：Richard Paul Ashcroft，1971年9月11日—），生於英國蘭開郡，是英國創作歌手。艾許克勞夫特於1989年成立搖滾樂團神韻合唱團，並擔任主唱。

## 音樂作品

### 錄音室專輯
- 2000年6月26日：孑然一身（Alone With Everybody）
- 2002年10月21日：浮生錄（Human Conditions）
- 2006年1月23日：世界之鑰（Keys To The World）

## 相關連結
- 官方網站 （页面存档备份，存于）
- Richard Ashcroft Online （页面存档备份，存于）
- 神韻合唱團官方網站